# Langeck im Burgenland
Langeck im Burgenland ist eine Ortschaft und als Langeck eine Katastralgemeinde der Gemeinde Lockenhaus im Bezirk Oberpullendorf im Burgenland.

## Geografie
Das an der Güns gelegene Dorf ist von der Burgenland Straße erreichbar, von der mehrere Straßen in den Ort abzweigen. Etwas außerhalb des Ortes mündet der Zöbernbach in die Güns.

## Geschichte
Laut Adressbuch von Österreich waren im Jahr 1938 in der Ortsgemeinde Langeck ein Bäcker, ein Gastwirt, ein Gemischtwarenhändler, ein Gerber, ein Holzhändler, zwei Landesproduktehändler, eine Mühle, ein Schmied, zwei Schneider, zwei Schuster, ein Tischler und ein Zimmermeister ansässig. Bis zur Eingemeindung nach Lockenhaus im Jahr 1971 war Langeck eine eigene Gemeinde.

## Siedlungsentwicklung
Zum Jahreswechsel 1979/1980 befanden sich in der Katastralgemeinde Langeck insgesamt 76 Bauflächen mit 49.884 m² und 99 Gärten auf 114.177 m², 1989/1990 gab es 108 Bauflächen. 1999/2000 war die Zahl der Bauflächen auf 112 angewachsen und 2009/2010 bestanden 154 Gebäude auf 348 Bauflächen.

## Bodennutzung
Die Katastralgemeinde ist landwirtschaftlich geprägt. 251 Hektar wurden zum Jahreswechsel 1979/1980 landwirtschaftlich genutzt und 891 Hektar waren forstwirtschaftlich geführte Waldflächen. 1999/2000 wurde auf 217 Hektar Landwirtschaft betrieben und 398 Hektar waren als forstwirtschaftlich genutzte Flächen ausgewiesen. Ende 2018 waren 172 Hektar als landwirtschaftliche Flächen genutzt und Forstwirtschaft wurde auf 421 Hektar betrieben. Die durchschnittliche Bodenklimazahl von Langeck beträgt 42,6 (Stand 2010).

## Schulmuseum
Im Klassenzimmer der aufgelassenen Volksschule, in dem vor rund 100 Jahren noch rund 80 Kinder unterrichtet wurden, werden pädagogischen Einblicke in die damalige Zeit gewährt und Fortbildungskurse für Lehrer heute abgehalten. Das Projekt entstand  aus der Überlegung heraus, Lehrer und Lehrerinnen in die Gestaltung ihrer Fortbildungen von Beginn an einzubinden. Zu diesem Zwecke wurde die damals leerstehende Schule mit Hilfe von berufsbildenden Schulen renoviert und zu einem regionalen Seminarzentrum für Lehrerinnen ausgebaut. Als Außenstelle der Pädagogischen Hochschule Burgenland betreute Johann Kaufmann das Projekt. Im Rahmen dieses Projektes etablierte sich auch eine Sprachenwerkstatt und ein Seminarzentrum der Pädagogischen Hochschule Burgenland. 
Das Museum beherbergt zahlreiche historische Lehrmittel, Schulutensilien wie Federkiele und Tintenfässer, sowie die persönliche Situation des Lehrers, der meist auch als Mesner, Kantor, Organist und Glöckner tätig war. Initiator war der ehemalige Lehrer Josef Thurner. Das Gebäude steht unter Denkmalschutz (Listeneintrag).